# Smicropus angusta
Smicropus angusta là một loài bướm đêm trong họ Geometridae.